# Truth and Reconciliation Commission (Salomonen)
Die Solomon Islands Truth and Reconciliation Commission (TRC, dt.: „Wahrheits- und Versöhnungskommission der Salomonen“) ist eine offizielle staatliche Kommission, die im September 2008 von der Regierung der Salomonen eingerichtet wurde. Sie wurde gegründet, um die Ursachen der ethnischen Gewalt zu untersuchen, welche zwischen 1997 und 2003 auf den Salomonen verbreitet war. Die Truth and Reconciliation Commission ist die erste ihrer Art in der Pazifikregion.

## Zweck
Der Zweck der Kommission besteht darin, „die traumatischen Erfahrungen der Menschen während des fünfjährigen ethnischen Konflikts auf Guadalcanal (1999–2003) aufzuarbeiten“ („address people’s traumatic experiences during the five-year ethnic conflict on Guadalcanal (1999–2004)“). Ihr Ziel ist die Förderung der nationalen Einheit und Versöhnung. Die Mitglieder des TRC hörten die Aussagen von Zeugen und Opfern der Gewalt an, bei welchen landesweit über 100 Menschen getötet und mehr als 20.000 Binnenflüchtlinge vertrieben wurden.
Sie ist der Wahrheits- und Versöhnungskommission Südafrikas nachempfunden, deren Vorsitz der damalige Erzbischof Desmond Tutu innehatte. Tutu hatte als Friedensnobelpreisträger aktiv an der Bildung der  TRC in den Salomonen mitgewirkt.

## Hintergrund des Konflikts
Zwischen 1997 und 2003 kam es auf den Salomonen zu ethnischer Gewalt. Ein Großteil der Gewalt wurde von rivalisierenden ethnischen Banden von den Inseln Guadalcanal und Malaita begangen. Die Banden nutzten die ethnischen Spannungen zwischen malaitischen Siedlern auf Guadalcanal und den indigenen Bewohnern der Insel aus. Die Isatabu Freedom Movement, welche sich aus indigenen Bewohnern der Insel Guadalcanal zusammensetzte, kämpfte mehrere Jahre lang gegen die Malaita Eagle Force, einer Miliz, welche hauptsächlich aus Bewohnern und Siedlern von Malaita bestand. Die beiden Gruppen kämpften um politische Macht, Arbeitsplätze und Landrechte, insbesondere auf der Insel Guadalcanal.
Die Gewalt wurde schließlich durch die von Australien geführte Regional Assistance Mission to Solomon Islands (RAMSI) unterbunden. Die Friedensmission wurde 2003 von der Regierung des ehemaligen Premierministers Allan Kemakeza eingeladen. Die Friedensmission endete am 30. Juni 2017.

## Bildung der Kommission

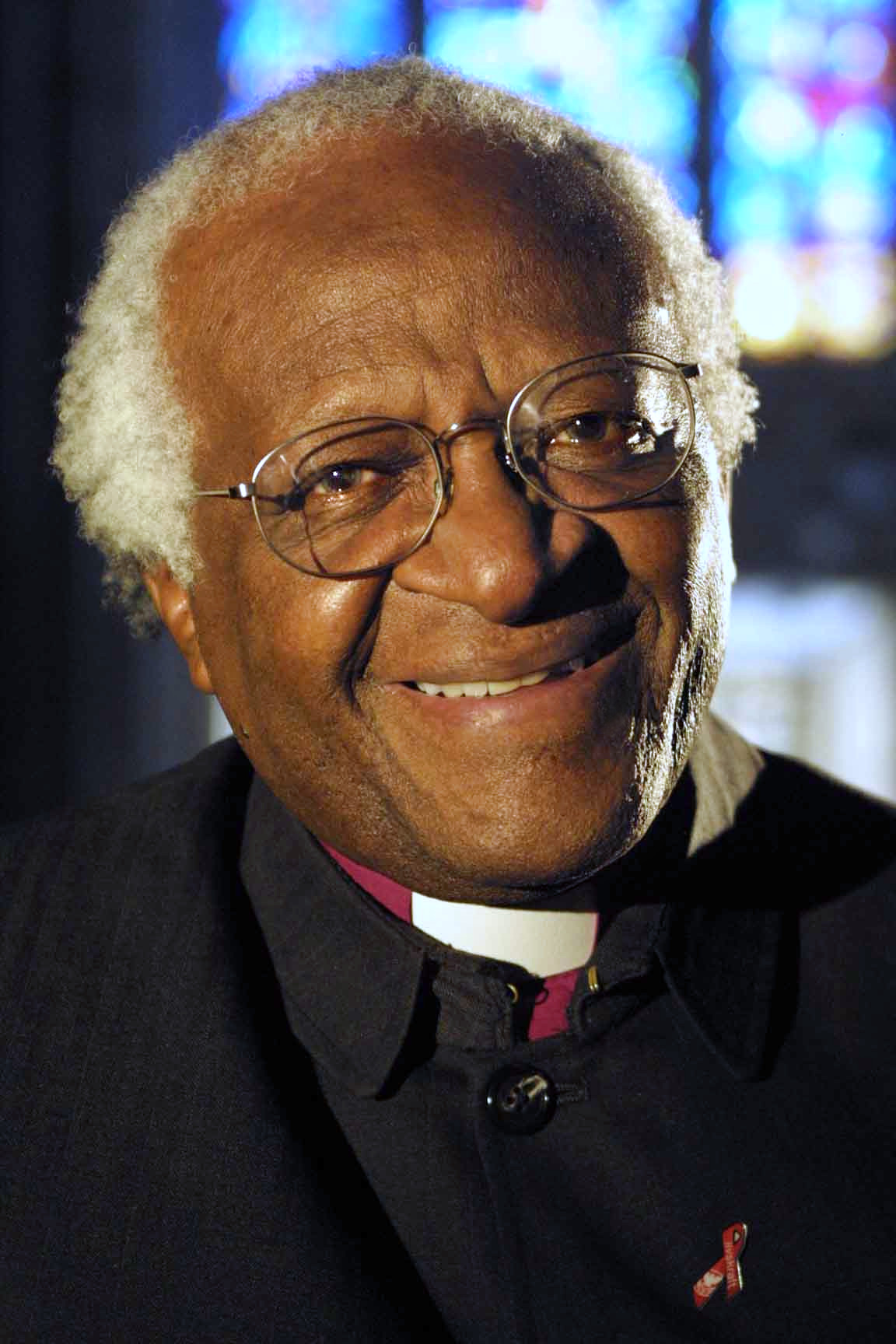
Erzbischof Desmond Tutu, einer der großen Unterstützer der TRC in den Salomonen.

Ende August 2008 legte Sam Iduri, der Minister für Frieden und Versöhnung, dem Nationalparlament der Salomonen einen Gesetzentwurf zur Wahrheits- und Versöhnungskommission vor. Im Februar 2009 wurde berichtet, dass Erzbischof Desmond Tutu, der ehemalige Vorsitzende der Truth and Reconciliation Commission of South Africa, im April das Land besuchen würde, um die Bildung der Kommission zu unterstützen.
Australien stellte ca. A$500.000 bereit für die Einrichtung der Truth and Reconciliation Commission.

### Kommissionsmitglieder
Die Truth and Reconciliation Commission bestand aus fünf Mitgliedern, drei waren Bürger der Salomonen, während zwei weitere von außerhalb des Landes gewählt wurden. Es waren drei Männer und zwei Frauen.
Das Nationale Auswahlkomitee (National Selection Committee) wurde mit der Auswahl der fünf Mitglieder des TRC beauftragt. Der Vorsitzende des Nationalen Auswahlausschusses, Chief Justice des Solomon Islands Supreme Court Sir Albert Palmer übermittelte die Namen der Vorschläge an den Premierminister am 22. April 2009 in Übereinstimmung mit dem Truth and Reconciliation Act of 2008 (TRC Act, 2008).
Der damalige Premierminister Derek Sikua veröffentlichte die Namen der fünf Mitglieder der TRC am 27. April 2009, zwei Tage vor der konstituierenden Sitzung der Kommission. Sikua dankte dem Auswahlkomitee: „Ich möchte auch unserem Volk für seine Teilnahme danken, und indem ich ihm danke, möchte ich unser Volk auffordern, der Wahrheits- und Versöhnungskommission zu helfen, denn ohne die Wahrheit kann es keine echte Versöhnung und damit keinen dauerhaften nationalen Frieden, keine dauerhafte Einheit und keine Heilung geben“ („I also wish to thank our people for their participation and in thanking them, I wish to call on our people to help the Truth and Reconciliation Commission because without the Truth there can be no true reconciliation and thus no lasting national peace, unity and healing“).
Laut Gesetz begannen die Mitglieder des TRC ihre Untersuchungen innerhalb von vierzehn Tagen nach ihrer Ernennung durch Premierminister Sikua.
Die fünf Mitglieder der Truth and Reconciliation Commission (TRC) waren:
- Reverend Sam Ata aus Malaita
- George Kejoa aus Guadalcanal
- Caroline Laore aus Western Province
- Ratu Joni Madraiwiwi aus Fidschi
- Sofia Macher, eine Menschenrechtsaktivistin aus Peru (Stellvertretende Vorsitzende)

## Konstitution der Truth and Reconciliation Commission
Die Kommission wurde am 29. April 2009 eingesetzt, im Lawson Tama Stadium in Honiara, der Hauptstadt der Salomonen.
Tausende Salomoner besuchten die Eröffnung, bei welcher Desmond Tutu eine Rede hielt. Tutu sprach über die Notwendigkeit der Vergebung um im Land einen dauerhaften Frieden zu begründen. Premierminister Derek Sikua sprach davon, dass die TRC einen wichtigen Tag in der Geschichte der Salomonen markierte und in den Jahren ethnischer Gewalt, die das Land erfasst hatten: „Die Einsetzung der Kommission ist ein wesentlicher Teil der Bemühungen der Salomonen. Wir arbeiten weiterhin daran, das schwierigste Kapitel in der Geschichte des Landes zu schließen, als Streitigkeiten zu Konflikten führten und Konflikte zu Gewalt zwischen Gemeinschaften führten“ („The launching of the Commission is a vital part of the efforts as Solomon Islands continue to work towards closure of a most challenging chapter in the history of the country, when disputes led to conflict and conflict erupted into violence between communities“).
Tutu war außerdem Gastgeber einer Konferenz mit dem Titel „Winds of Change“, bei der ehemalige Kombattanten aus Malaita und Guadalcanal zu Versöhnungsgesprächen zusammenkamen.

## Öffentliche Anhörungen
Die ersten öffentlichen Anhörungen der Kommission fanden im März 2010 statt. Dabei wurden die Opfer aufgefordert, ihr Leid während der Gewalt zu schildern. Die Kommission erklärte, dass das Ziel des Prozesses darin bestehe, den Opfern die Möglichkeit zu geben, gehört zu werden, „das Schweigen zu beenden und das ganze Land dazu zu bringen, ihre Leiden anzuerkennen“ („end th[e] silence and make the whole country to give recognition to their sufferings“): „Vor allem wird es dazu beitragen, die Situation wiederherzustellen, die Würde der Opfer zu schützen, das Andenken an die Getöteten wiederherzustellen und die Stimme derer zu hören, die auf unzählige Arten gedemütigt und misshandelt wurden“ („Above all, it will help to restore the dignity of the victims, to retrieve the memory of those who were killed, and to hear the voice of those who were humiliated and abused in countless ways“). Den Opfern war es gestattet, Gruppen zu benennen, die ihr Leid verursacht hatten, nicht aber einzelne Personen. Die Kommission würde kein Urteil fällen, sondern die Anhörungen als „Momente des Zuhörens mit Respekt und Mitgefühl“ („moments to listen with respect and compassion)“ betrachten.
An der Eröffnung der Anhörungen nahmen Generalgouverneur Frank Kabui, Premierminister Derek Sikua, Parlamentspräsident Sir Peter Kenilorea und der Oberste Richter teil.